# Tömeggyilkosság
A tömeggyilkosság nagy számú ember életének kioltása általában rövid idő alatt. Egyének és szervezetek is elkövethetik.
A kifejezést néha használják a sorozatgyilkosokra is, de az ő esetükben a gyilkosságok között hosszabb idő telik el.
A történelem legnagyobb tömeggyilkosságai bizonyos emberi közösségek és csoportok ellen irányultak, legtöbbször politikai okokból, ezen belül leggyakrabban etnikai vagy vallási alapon. Manapság az ilyen eseményeket népirtásnak nevezik.

## Egyének által elkövetett tömeggyilkosságok
A politikai kontextuson kívül a tömeggyilkosság kifejezés sok ember egyidejű megölését jelenti. Például egy bankrablás alatt a bankban tartózkodó emberek agyonlövése vagy egy emberekkel zsúfolt helyiség felgyújtása is számíthat tömeggyilkosságnak jelentős számú áldozat esetén.
Az USA Igazságügyi Statisztikai Hivatalának (Bureau of Justice Statistics – BJS) definíciója szerint a tömeggyilkosság négy vagy több emberi élet kioltása egy helyen, egy időben.
A tömeggyilkosokat számtalan kategóriába be lehet sorolni a motiváció (bosszú, vallási fanatizmus, anyagi haszon stb.) és a célszemélyek (család, munkatársak, diáktársak stb.) típusa alapján.
Azokat az embereket, akik a saját munkatársaikat mészárolják le, sokszor tévesen elégedetlen alkalmazottnak titulálják, valójában a legtöbb elkövető már nem dolgozik az adott vállalatnál vagy hivatalnál a tragédia bekövetkeztekor. Általában az elbocsátott személyek felfegyverzetten visszatérnek korábbi munkahelyükre és kollégáik megölésévél próbálják orvosolni múltbéli sérelmeiket. Az 1980-as években két kirúgott postás hasonló mészárlásokat vitt véghez egymástól függetlenül az Egyesült Államokban. A going postal kifejezést azóta az ilyen esetekre használják az amerikai szlengben. Ugyanebben az évtizedben történt egy hasonló eset is, amikor Richard Farley programozó lelőtte hét kollégáját korábbi munkahelyén, mivel egy nő zaklatása miatt kirúgták.
A diákok által elkövetett tömeggyilkosságok közül a Columbine középiskolában történt mészárlás az egyik legismertebb, ahol két diák 12 társa és egy tanár megölése után önmagával is végzett.
Vannak olyan tömeggyilkosságok is, amelyek látszólag nem szándékosak és nem előre kiterveltek. 1990-ben Julio González felgyújtott egy New York-i szórakozóhelyet, ahol előzőleg szakított a barátnőjével. 87 ember halt meg a tűzben, de González barátnője túlélte.
A haszonszerzés céljából elkövetett tömeggyilkosság általában nem szándékos, legtöbbször a rablás akadályozása vagy negatív kimenetele esetén kerül rá sor. Az egyik legfurcsább ilyen jellegű eset Hiraszava Szadamicsi japán festő nevéhez fűződik, aki tizenkét banki alkalmazottat mérgezett meg ciánnal.
Mór városában történt a - köznyelvben csak "móri mészárlás"-ként ismert - magyar kriminalisztika eddigi legvéresebb bankrablása, mely 8 áldozatot követelt.
Magyar vonatkozású a parndorfi halálkamion ügy is, melynek során Magyarországon áthaladó embercsempészek 71 menekült, többek között nők, gyerekek halálát okozták.

## Terroristák által elkövetett tömeggyilkosságok
Napjainkban a terroristák általában megfélemlítés és figyelemfelkeltés céljából hajtanak végre tömeggyilkosságokat.
Jelentős számú áldozatot követelő terrorista akciók:
- 2001. szeptember 11., a New York-i World Trade Center elleni támadás, USA – 2973 halott
- Beslani iskolai túszdráma, Oroszország – 344 halott
- Az Air India 182-es járatának felrobbantása az Atlanti-óceán felett – 329 halott
- A Pan Am 103-as járatának felrobbantása Skócia felett – 270 halott
- 2006. július 11., a mumbaii elővárosi vasút felrobbantása, India – 207 halott
- Robbantás Bali szigetén – 202 halott
- 2004. március 11., a madridi elővárosi vasút felrobbantása – 191 halott
- Robbantások az iraki Ashura fesztiválon – 170 halott
- Robbantás Oklahoma Cityben, USA – 168 halott
- 2004. augusztus, Robbantások két orosz utasszállító repülőgépen, Oroszország – 89 halott
- 1997. november, tömeggyilkosság Luxorban – 62 halott (58 turista és 4 helybéli)
- 2005. július 7., Robbantások Londonban, Egyesült Királyság – 52 halott
- A partmenti buszjáraton történt mészárlás és robbantás Izraelben – 37 halott
- A dublini és monaghani robbantások, Írország – 35 halott
- A basbaglari mészárlás, Törökország – 30 halott
- Omagh-i robbantás, Észak-Írország – 29 halott

## Államok által elkövetett tömeggyilkosságok
Több „fajtája” is létezik:
- A legtöbb esetben népirtást értünk alatta, amely egy bizonyos etnikai vagy vallási csoport ellen irányul és ez általában a közösség tagjainak internálását (belföldi munka- vagy haláltáborokba zárását) vagy deportálását (eredeti lakhelyről való kitelepítését általában idegen országban létesített munka- vagy haláltáborokba) jelenti. Ilyen volt például:
  - brit koncentrációs táborok Dél-Afrikában, a búr háborúk alatt. A táborokban 26 000 ember, főleg asszony és gyermek halt meg.
  - az örmény népirtás és az asszírok elleni népirtás az Oszmán Birodalomban (1910-es évek)
  - a Holokauszt a náci Németországban és az általa megszállt területeken, valamint Romániában
  - a porajmos, vagy cigány holokauszt a II. világháborúban a nácik által a cigányok körében végrehajtott etnikai tisztogatás.
  - a délvidéki vérengzések a német és magyar lakosság ellen a második világháború utáni Jugoszláviában
  - az őslakos amerikai indiánok ellen irányuló népirtások
  - a burundi népirtás (tuszik a hutuk ellen)
  - a ruandai népirtás (hutuk a tuszik ellen)
  - a Dárfúri konfliktus (szudáni népirtás)
- Bizonyos politikai csoportok likvidálása egy adott országon belül. Ilyen volt például:
  - Magyarországon a Tanácsköztársaság bukása utáni úgynevezett fehérterror
  - a Kun Béla által irányított etnikai tisztogatások a törökök és a krími tatárok ellen, valamint a „fehér” hadifoglyok tömeges kivégzése
  - A Hosszú kések éjszakája
  - „Nagy Tisztogatás” a sztálini Szovjetunióban
  - a vörös khmerek által irányított kambodzsai népirtás

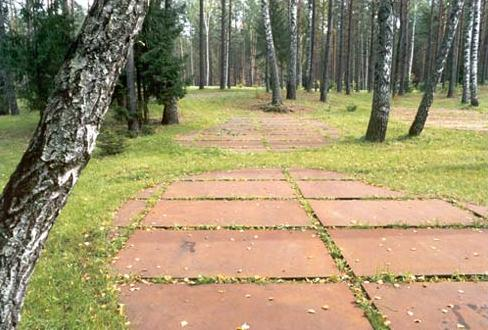
A katyni tömegsírok egyike

- Szervezett katonai akciók civilek ellen háború alatt. Ilyen volt például:
  - a palmiryi vérengzés  (németek a lengyelek ellen)
  - a katyńi vérengzés (szovjetek a lengyelek ellen)
  - a drezdai bombázás (angolok és amerikaiak a németek ellen)
  - az atombomba ledobása Hirosimára és Nagaszakira (amerikaiak a japánok ellen)
- R. J. Rummel politológus nyomán democídiumnak nevezzük azokat az akciókat, amelyek emberek tömeges halálát okozza. A fent említetteken kívül még idesorolhatók az ember okozta katasztrófák. Ilyen volt például:
  - a mestergésen előidézett éhínség (Holodomor) a Szovjetunióban (pontosabban a mai Ukrajna területén)
  - a „Nagy Ugrás” miatt bekövetkezett éhínség Kínában

Sok ember a harcban elesetteket is az állami tömeggyilkosság áldozatainak tartja, de ez nem általánosan elfogadott álláspont.

## Háborús időkben elkövetett tömeggyilkosságok
Egy háború alatt a civilek és a foglyok törvénytelen kivégzését háborús bűnnek nevezzük, bár nevezhető népirtásnak is, ha etnikai okokból következik be. Ilyen volt például:
- A Délvidéken 1942 január-februárjában a horthysta honvédségi és csendőralakulatok partizánvadász rajtaütéseiben közel 3000-4000 ember vesztette életét. Két és fél évre rá 1944 októberében és novemberében következett az akkori jugoszláv katonai hatalom és Josip Broz Tito partizánjainak megtorlása, amelyben egyes becslések szerint 30-40 ezer délvidéki magyar vesztette életét. Az áldozatokat utólag háborús bűnösöknek kiáltották ki, vagyonukat elkobozták, hozzátartozóikat megbélyegezték. Csurog (Čurug), Zsablya (Žabalj) és Mozsor (Mošorin) teljes megmaradt magyar lakosságát - azokat, akik túlélték a vérengzést - mindenüktől megfosztva örökre kitiltották lakóhelyüktől. Gyalogmenetben egy koncentrációs táborrá átalakított településre hajtották őket, ahol az éhínség, a járványos betegségek, a mindennapos ütlegelések következtében 6500-an - köztük több száz gyerek - életüket vesztették.
- A Jugoszlávia felbomlása után kitört délszláv háború alatt számos ilyen atrocitás történt (mindenki mindenki ellen avagy a részt vevő bosnyákok, horvátok és szerbek közül mindegyik követett el a másik két nemzet ellen háborús bűntetteket)